# Bahnhof Salzgitter-Lebenstedt
Salzgitter-Lebenstedt ist ein ehemaliger Bahnhof und heute ein Haltepunkt an der Bahnstrecke Salzgitter-Drütte–Derneburg in Salzgitter-Lebenstedt.

## Lage
Die Betriebsstation liegt zentral im Lebenstedter Siedlungsgebiet. Über die Stichstraße Konrad-Adenauer-Straße ist das Stadtgebiet nach Norden erreichbar. Unmittelbar westlich von der Betriebsstation steht das Bundesamt für Strahlenschutz. Der Stadtpark Salzgitter grenzt unmittelbar südlich an.

## Geschichte

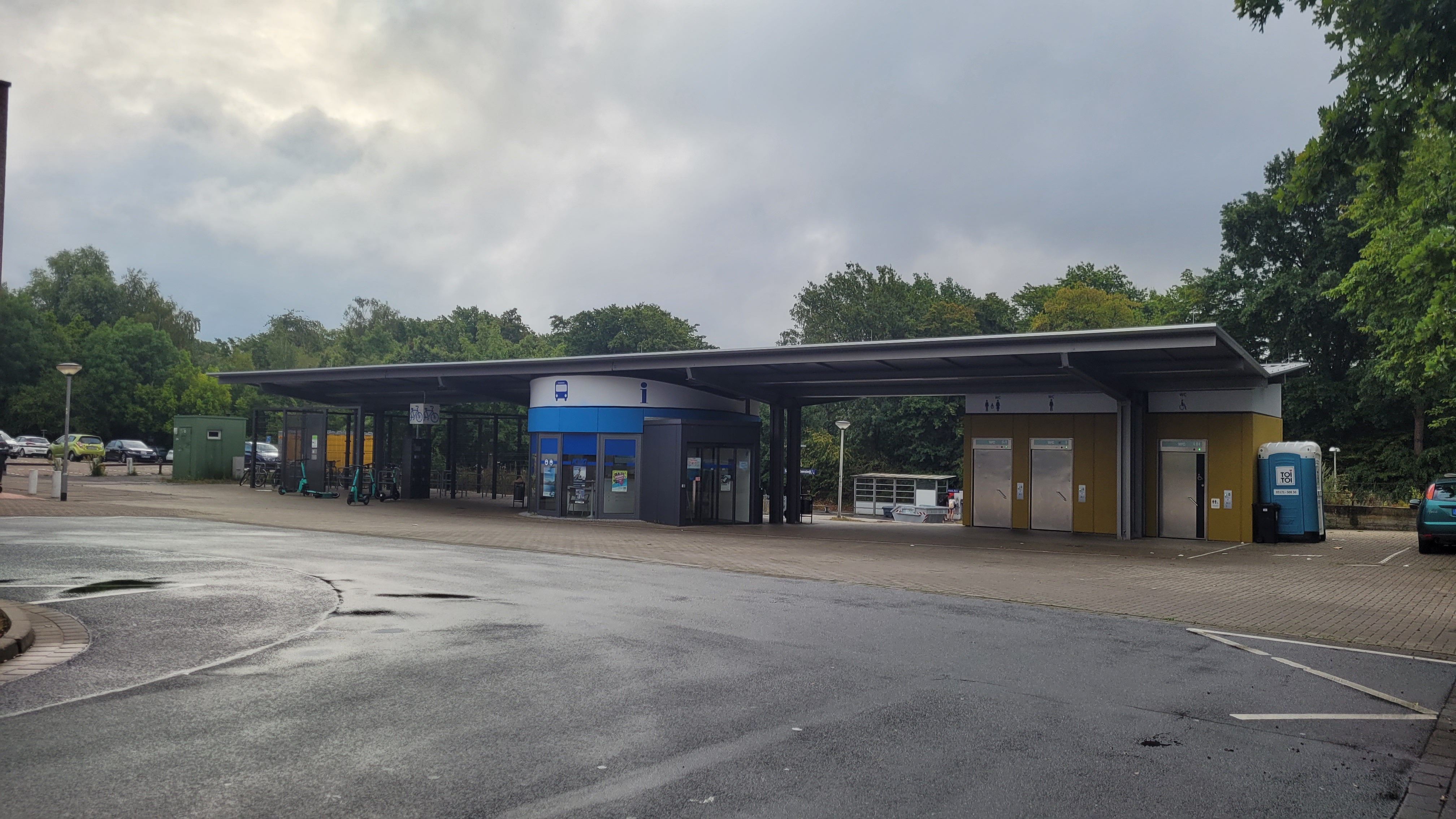
Im Jahr 2019 eröffnete Mobilitätsstation

Die Betriebsstelle wurde im Jahr 1954 errichtet, als die Bahnstrecke zwischen den Bahnhöfen Drütte und Watenstedt über Lebenstedt zum Bahnhof Lichtenberg in die Bahnstrecke Braunschweig Nord–Derneburg verlängert wurde. In Lebenstedt wurde zeitgleich ein Empfangsgebäude errichtet. Der Bahnhof verfügte anfangs über drei durchgehende Bahnsteiggleise und ein Stumpfgleis in Richtung Derneburg. Der Haus- und Mittelbahnsteig wurden durch eine nicht barrierefreie Betonbrücke verbunden, die Bahnsteige waren überdacht.
Anfang der 1980er Jahre wurde die Zahl der durchgehenden Bahnsteiggleise auf 2 reduziert. Der Passagierverkehr nach Derneburg wurde zum 2. Juni 1984 eingestellt. Im Jahr 1985 wurde die Bahnstrecke westlich von Lebenstedt auch im Güterverkehr aufgegeben und stillgelegt. Die Betriebsstelle wurde in den darauffolgenden beiden Jahrzehnten auf das betriebliche Minimum zurückgebaut. Der Hausbahnsteig und alle Gleise bis auf das südlichste der ehemals durchgehenden Bahnsteiggleise wurden abgerissen. Das Empfangsgebäude wurde im Winter 2000/2001 zurückgebaut, die einst zum Mittelbahnsteig führende Betonbrücke wurde nach 2002 abgerissen.
Insbesondere in den frühen 2010er Jahren litt der Haltepunkt Lebenstedt unter einer schwachen Nachfrage. Aufgrund dessen und zu diesem Zeitpunkt nötiger Sparmaßnahmen des Zweckverbands Großraum Braunschweig wurde im Jahr 2011 die Bedienung zwischen den Hauptverkehrszeiten über sechs Stunden ganz eingestellt.
Ab 2012 stand der Bau einer Bus-Bahn-Verknüpfung zur Diskussion. Da lokalpolitisch zu diesem Zeitpunkt die Stilllegung der Stichstrecke befürchtet wurde, wurde der Bau eines auf rund 5,6 Millionen Euro teuren Kombibahnsteiges zugunsten einer bahnunabhängigen Lösung abgelehnt. Im Dezember 2014 wurde etwa 150 Meter nördlich vom Haltepunkt Lebenstedt an der Konrad-Adenauer-Straße ein barrierefreier Zentraler Omnibusbahnhof fertig gestellt. Die Zuwegung nach Norden wurde zum Jahreswechsel 2014/15 gepflastert, verbreitert und barrierefrei modernisiert.
Die Nachfrage konnte zwischen 2014 und 2017 hauptsächlich durch Einführung eines 30-Minuten-Taktes nach Braunschweig von geschätzt 730 auf 1.450 Fahrten/Tag (Mo–Fr) fast verdoppelt werden.
Am 2. Januar 2019 eröffnete die Stadt Salzgitter an der angrenzenden Konrad-Adenauer-Straße ein neues Mobilitätszentrum als Ersatz für das entfallene Empfangsgebäude. Dieses beinhaltet eine Fahrradstation mit buchbaren Stehplätzen und Schließfächern, eine öffentliche WC-Anlage und eine Beratungsstation der Kraftverkehrsgesellschaft Braunschweig, die die Mobilitätsstation betreibt. Die Baukosten beliefen sich auf insgesamt 0,97 Millionen Euro.

## Bedienung
Bis 2014 wurde Salzgitter-Lebenstedt als Endstation im 120-Minuten-Takt durch die RB 44 in Richtung Braunschweig Hauptbahnhof bedient. Am 14. Dezember 2014 wurde dieser Montag bis Freitag auf einen 60-Minuten-Takt verdichtet. Durch die Einführung der Linie RB 48 wurde am 10. Dezember 2017 schließlich ein annähernder 30-Minuten-Takt zwischen Montag und Freitag eingeführt, die Fahrten der RB 44 wurden auf einen 60-Minuten-Takt von Montag bis Sonntag verdichtet.
| Linie                    | Linienverlauf                                                               | Takt (min) |
| ------------------------ | --------------------------------------------------------------------------- | ---------- |
| RB 44                    | SZ-Lebenstedt – SZ-Watenstedt – SZ-Immendorf – SZ-Thiede – Braunschweig Hbf | 060        |
| RB 48                    | SZ-Lebenstedt – SZ-Thiede – Braunschweig Hbf                                | 060        |
| Stand: 12. Dezember 2021 |                                                                             |            |

## Planungen

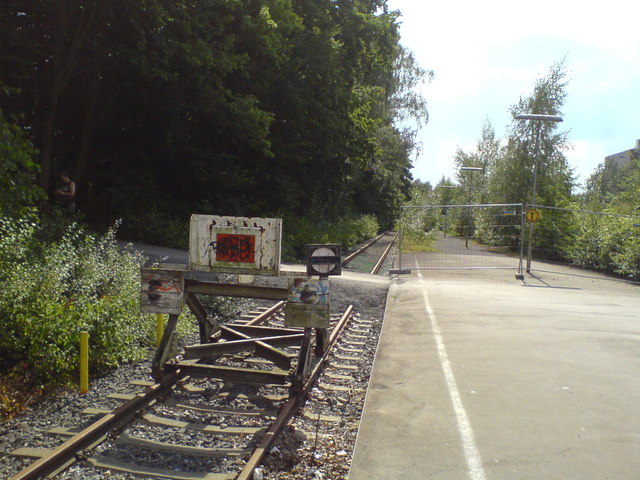
Stillgelegtes Gleis in Richtung Fredenberg/Derneburg im Jahr 2012 …

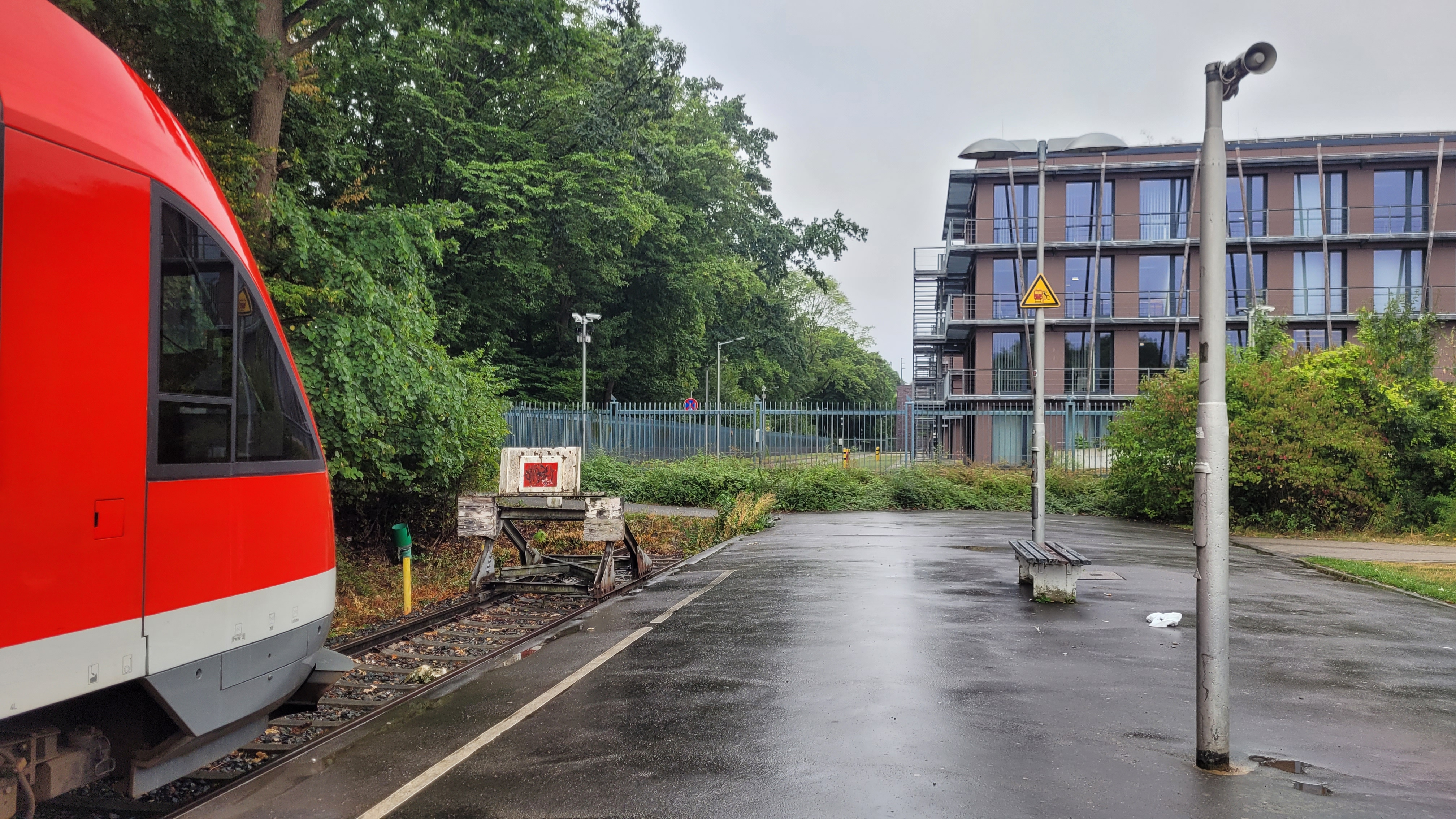
… und im Jahr 2022, nach Erweiterung des BfS.

Der Haltepunkt Lebenstedt ist nicht barrierefrei. Die Stadt Salzgitter bat darum Anfang 2015 den Regionalverband Großraum Braunschweig (RGB) um die Aufnahme in das Sanierungsprogramm Niedersachsen ist am Zug III, die allerdings aufgrund größeren Sanierungsbedarfs anderer Bahnhöfe in der Region nicht durchgeführt wurde.
Anfang 2018 begann der Regionalverband Großraum Braunschweig mit Planungen zum Neubau des Bahnsteigs. Im Jahr 2019 waren der weitere Planungsverlauf und die Finanzierung ungesichert. Bis 2021 wurde mit der DB Station&Service ein Planungsvertrag für den Ausbau des Bahnhofs unterzeichnet. Für den barrierefreien Ausbau der Betriebsstation Salzgitter-Lebenstedt wurde im Juli 2021 ein Zeitraum bis Ende 2026 angesetzt. Die Station Lebenstedt wurde hierfür in den Planungsvorrat des Zukunfts-Investitions-Programms aufgenommen.
Für eine Modernisierung sah der RGB zunächst Mitte der 2010er Jahre nur eine Bahnsteigsanierung vor. Ein Ausbau zu einem Bahnhof für Zugkreuzungen sei nach damaligem Standpunkt zunächst nur bei Reaktivierung bis Fredenberg notwendig und würde auch die Unwirtschaftlichkeit der Maßnahme begründen. Zwischenzeitlich sah der RGB dann einen Ausbau des Haltepunkts Lebenstedt zu einem Bahnhof mit zwei Bahnsteigen vor. Dadurch sollte eine überschlagene Wende ermöglicht werden, die echten Halbstundentakt auf der eingleisigen Strecke ermöglicht. Die technische Realisierbarkeit einer Reaktivierung nach Fredenberg sollte dabei erhalten bleiben. Im Jahr 2023 wurde das für die Reaktivierung bis Lichtenberg vorgesehene Betriebskonzept jedoch dahingehend geändert, dass die Kreuzung der Züge näher an Lebenstedt in einem neuzubauenden Bahnhof Watenstedt anstelle der bisherigen Begegnung bei Salzgitter-Thiede stattfinden soll und damit keine überschlagene Wende oder Kreuzung in Lebenstedt mehr nötig ist.